# Tijn Receveur
Constantijn Karel Jan Marie (Tijn) Receveur (Venlo, 2 mei 1905 - Rotterdam, 29 februari 1964) was een Nederlands bestuurder. Hij was een tijdlang spil in het politieke leven in Venlo en omgeving.
Hij was zoon van Ursule Hermina Hubertine Thijwissen en Felix Karel Marie Hubert Receveur. Hijzelf trouwde met zangeres Gerda Pons, die hem overleefde. Het echtpaar woonde zijn laatste jaren in Venlo en had vijf kinderen. 
Hij was in eerste instantie directeur van een speciaalhuis voor textielwaren in Venlo (Firma Wed. F. Receveur, van zijn vader). In 1941 had hij zitting in de Gewestelijke Raad van Limburg. Daarna werd hij in de Tweede Wereldoorlog als geïnterneerd gijzelaar vastgezet in Kamp Haaren, Kamp Vught en Kamp Sint-Michielsgestel alwaar hij uit wist te ontsnappen. Na die oorlog was hij als kapitein commissaris van het Militair Gezag en vanaf 20 november 1945 tot 4 juni 1946 kort lid van de Tweede Kamer der Staten-Generaal onder de noodregering. Er volgden vervolgens aanstellingen als gemeenteraadslid namens "Katholiek Venlo", als wethouder openbare werken en stadsontwikkeling (tussen 1945/1946-1953 en 1958 en 1962) en lid van Provinciale Staten Limburg (4 december 1956-29 februari 1964) namens de Katholieke Volkspartij. De kranten repten na zijn overlijden over zijn centrale rol bij de wederopbouw met bijvoorbeeld de ontsluiting van Venlo (brugplan, viaducten en woningbouw).
Ook op ander vlak roerde hij zich. Indachtig het beroep van zijn echtgenote was hij 25 jaar lang voorzitter bij zangvereniging Venlona. Hij was liefhebber van koormuziek met orkest; lievelingswerk was het Te Deum van Henk Badings. Voorts was hij voorzitter van het Koninklijk Nederlands Zangersverbond afdeling Limburg en de Koninklijke Bond van Gemengde Zangverenigingen. Ook was hij betrokken bij Radio Omroep Zuid
Zijn laatste actie was ook op muziekgebied; hij hield een toespraak bij het jubilerende Koninklijke Zangvereeniging Rotte's Mannenkoor. Op weg naar huis was hij betrokken bij een verkeersongeluk waarbij hij het leven liet.  De auto waarin hij zat was werd geramd door een tram waarbij hij met een dubbele schedelbasisfractuur levensgevaarlijk gewond raakte. Hij overleed aan zijn verwondingen in een Rotterdams ziekenhuis. Hij werd begraven op de rooms-katholieke begraafplaats in Tegelen. 